# (16779) Mittelman
(16779) Mittelman es un asteroide que forma parte del cinturón de asteroides y fue descubierto por Dennis di Cicco el 30 de noviembre e 1996 desde Sudbury, Massachusetts, Estados Unidos.

## Designación y nombre
Mittelman recibió inicialmente la designación de 1996 WH2.
Más tarde, en 2017 fue nombrado por  El astrónomo aficionado y astrofotógrafo David Ross Mittelman (1954-2017) quien fue un mecenas de la astronomía, la educación y la medicina. Desempeñó un papel decisivo en el establecimiento del MDW Hydrogen-Alpha Sky Survey para crear un mosaico a gran escala de los cielos con imágenes CCD profundas.

## Características orbitales
Mittelman orbita a una distancia media de 2,685 ua del Sol, pudiendo acercarse hasta 2,155 ua y alejarse hasta 3,216 ua. Su inclinación orbital es 11,958 grados y la excentricidad 0,198. Emplea 1607,22 días en completar una órbita alrededor del Sol. 

## Características físicas
La magnitud absoluta de Horne es 13,46. Tiene 5,392 km de diámetro y su albedo se estima en 0,350.
Pertenece a la familia de asteroides de (15) Eunomia.